# Maladie animale à déclaration obligatoire
Une maladie animale à déclaration obligatoire est, telle que définie par l'Organisation mondiale de la santé animale (OIE), une maladie animale inscrite sur une liste établie par l'Administration vétérinaire gouvernementale de chaque membre, et dont la détection ou la suspicion doit être portée immédiatement à la connaissance de l'Autorité vétérinaire, conformément aux réglementations nationales. La liste de ces maladies est définie par chaque État.